# 北マリアナ諸島サッカーリーグ
北マリアナ諸島サッカーリーグ（英: NMIFA Men's Invitational Football League）は、北マリアナ諸島におけるサッカーリーグのトップディビジョンである。2005年創設。

## 概要
北マリアナ諸島外より数チームを招待する形でリーグが構成されている。

## 参加クラブ（2012シーズン）
- ペイルFC
- サイパン・韓国サッカー協会チーム
- インテル・ゴッドファーザーズ
- マリアナ・パシフィック・ユナイテッド (MPユナイテッド)
- ワイルド・ビルズ
- スカイFC
- マタンサFC
- タン・ホールディングスFC
- シャーレイズFC

## 歴代優勝クラブ
- 2005-06：レッド・ロックス・サイパン (シーズン途中で中止、暫定首位だったレッド・ロックス・サイパンが王者となった。)
- 2006-07：L&S/キョンソン
- 2007：フィエスタ・インテル・サイパン
- 2008：インテル・ゴッドファーザーズ
- 2009：インテル・ゴッドファーザーズ
- 2010：マリアナ・パシフィック・ユナイテッド
- 2011：マリアナ・パシフィック・ユナイテッド

## 歴代得点王
| シーズン | 名前                     | 所属クラブ                           | ゴール数 |
| -------- | ------------------------ | ------------------------------------ | -------- |
| 2005-06  | アレックス・ルフガグリア | レッド・ロックス・サイパン           |          |
| 2006-07  | マーク・マクドナルド     | L&Aリュン・ソン                      |          |
| 2007     | 大塚マサトシ             | フィエスタ・インテル・サイパン       |          |
| 2008     | ?                        | ?                                    | ?        |
| 2009     | ジョー・ワン・ミラー     | マリアナ・パシフィック・ユナイテッド | 23       |
| 2010     | ジョー・ワン・ミラー     | マリアナ・パシフィック・ユナイテッド | 15       |